# Berta de Vriesbrug
Berta de Vriesbrug (brug 128) is een vaste brug in Amsterdam-Centrum.
De verkeersbrug, waarover geen openbaar vervoer rijdt, verbindt de Westerstraat met het Marnixplein en overspant de Lijnbaansgracht. Rondom de brug ligt een aantal gemeentelijke monumenten: woonblok Marnixplein 2C-8M, voormalig wijkgebouw Marnixplein 2-2B, woonblok Concordiahuizen, Lijnbaansgracht 61 (Drentgebouw), twee woonblokken van de A.V.A. aan de Marnixstraat en rijksmonumenten Westerstraat 268 en Westerstraat 266. Bovendien kan men hier vinden het beeld Volksvrouw van Henk Henriët en het oorlogsmonument Bevrijdingslinde van de Jordaankinderen.
In 1862 vond de gemeente Amsterdam, dat door de uitbreidingen van de stad richting Amsterdam-West een verkeersbrug noodzakelijk werd in het verlengde van de toen net gedempte Anjeliersgracht, toen al omgedoopt tot Westerstraat. Het aanleggen van de brug maakte twee andere bruggen over de Lijnbaansgracht overbodig, die ter hoogte van de Gietersstraat en die ter hoogte van de Anjeliersstraat. In 1907 was die nieuwe brug aan vervanging toe en in april vond aanbesteding plaats voor een nieuwe brug. Dat was opnieuw het geval in mei 1921. Het ontwerp voor die laatste brug kwam van de voorloper van de Dienst der Publieke Werken, waar toen architect Jo van der Mey verantwoordelijk was voor de bruggen. Zijn naam ontbreekt echter op het ontwerp. De vroege tekenen van de Amsterdamse Schoolstijl wijzen erop dat hij zich minstens bemoeid heeft met het ontwerp, dat nu op naam staat van “bureau van Jo van der Mey”. Zijn bemoeienissen zijn terug te vinden in de afwisseling van het bak- en natuursteen, maar vooral de afdekstenen van de kolommen op de einden der bruggen wijzen op Jo van der Mey. Er hebben in later jaren nog wel reparaties aan de brug plaatsgevonden, maar in wezen ligt die brug er in 2017 nog.
De officieuze naam Anjeliersbrug, vernoemd naar gracht en straat, kwam in 2016 te vervallen, toen de gemeente alle officieuze tenaamstelling van bruggen introk. Sinds april van dat jaar, gaat de brug naamloos (dat wil zeggen alleen met nummer)  door het leven. In julii  2022 werd de brug per raadsbesluit vernoemd naar de Amsterdamse strijdster tegen armoede Berta de Vries.  In oktober 2022 kwam de fysieke vernoeming tot stand.
<<< · 100 · 101 · 102 · 103 ·  105 · 106 · 107 · 108 · 109 ·  110 · 111 · 112 · 113 · 114 · 115 · 116 · 117 · 118 · 119 · 120 · 121 · 122 · 123 · 124 · 125 · 126 · 127 · 128 · 129 · 130 · 131 · 132 · 135 · 136 · 137 · 138 · 139 · 140 · 141 · 142 · 143 · 144 · 145 · 146 · 147 · 148 · 149 ·  150 · 151 · 152 · 155 · 156 · 159 · 160 · 161 · 162 · 163 · 164 · 165 · 166 · 167 · 168 · 169 ·  170 · 171 · 172 · 173 · 174 · 175 · 176 · 177 · 178 · 179 · 180 · 181 · 182 · 183 · 184 · 185 · 186 · 187 · 189 · 190 · 191 · 192 · 193 · 194 · 195 · 196 · 198 · 199 · >>>
Brugnummers 104, 133, 134, 153, 154, 157, 158, 188 en 197 zijn niet (meer) in gebruik.